# محوطه لاشار کاهی
محوطه لاشار کاهی مربوط به دوره اشکانیان است و در شهرستان سرباز، بخش پیشین، دهستان جکیگور، روستای لاشار واقع شده و این اثر در تاریخ ۲۷ اسفند ۱۳۸۷ با شمارهٔ ثبت ۲۶۲۲۷ به‌عنوان یکی از آثار ملی ایران به ثبت رسیده است.